# Chaumont-en-Vexin

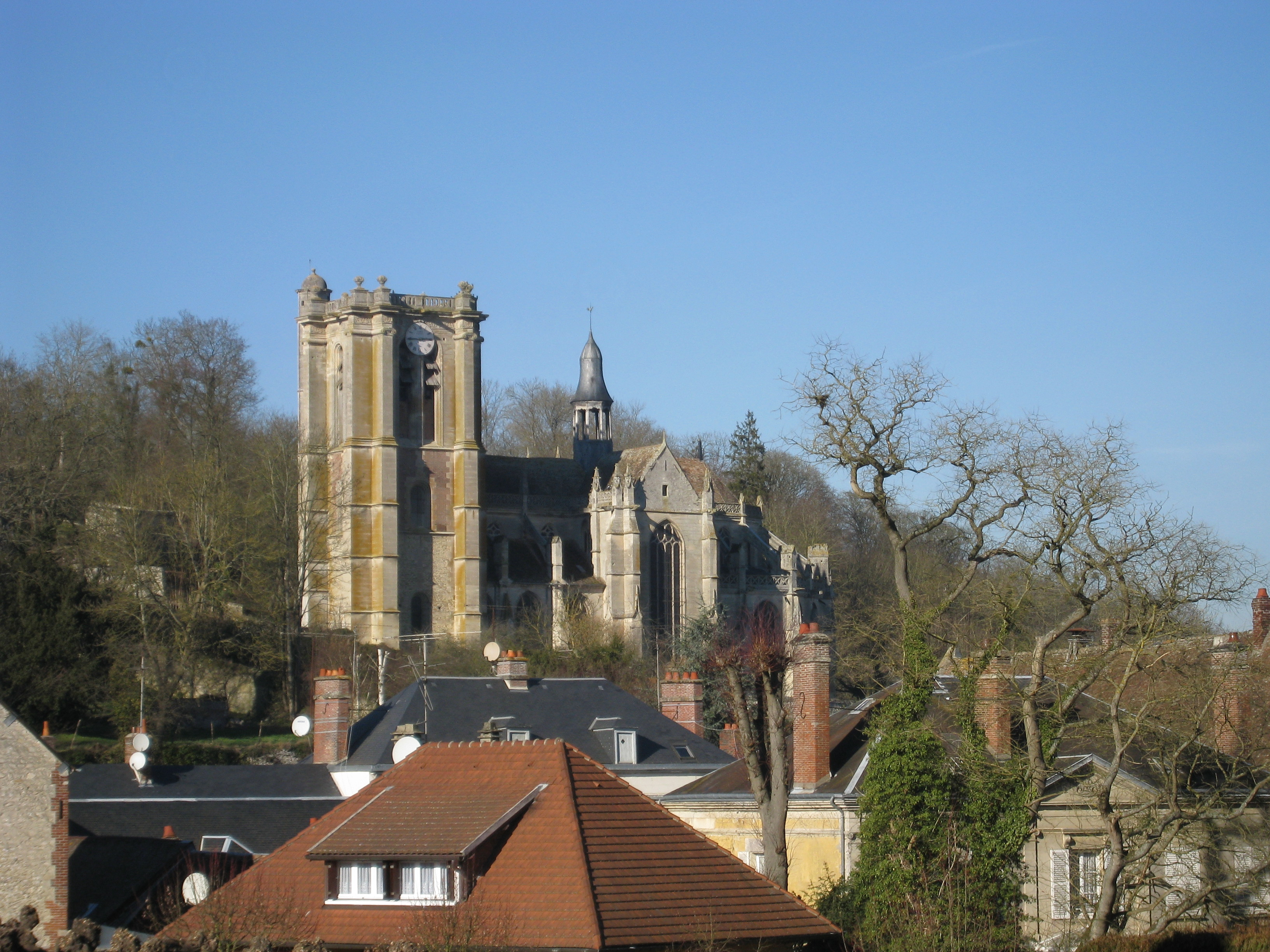
Kerk Saint-Jean-Baptiste

Chaumont-en-Vexin is een gemeente in het Franse departement Oise (regio Hauts-de-France). De plaats maakt deel uit van het arrondissement Beauvais. De gemeente telde 3.359 inwoners op 1 januari 2022.

## Geografie
De oppervlakte van Chaumont-en-Vexin bedroeg op 1 januari 2022 18,54 vierkante kilometer; de bevolkingsdichtheid was toen 181,2 inwoners per km².
Er zijn meerdere waterlopen in de gemeente:
- De Troesne die ontspringt in Hénonville
- Het Canal de Marquemont van Marquemont naar de Troesne in Chaumont
- Ru du Bras d'Or
- Ru du Moulinet, afkomstig uit het kasteeldomein van Rebetz

De gemeente werd gebouwd op de flanken van een centrale ronde heuvel (125m hoog) en nabij een moerasgebied, ontstaan door de talrijke bronnen in de vallei.

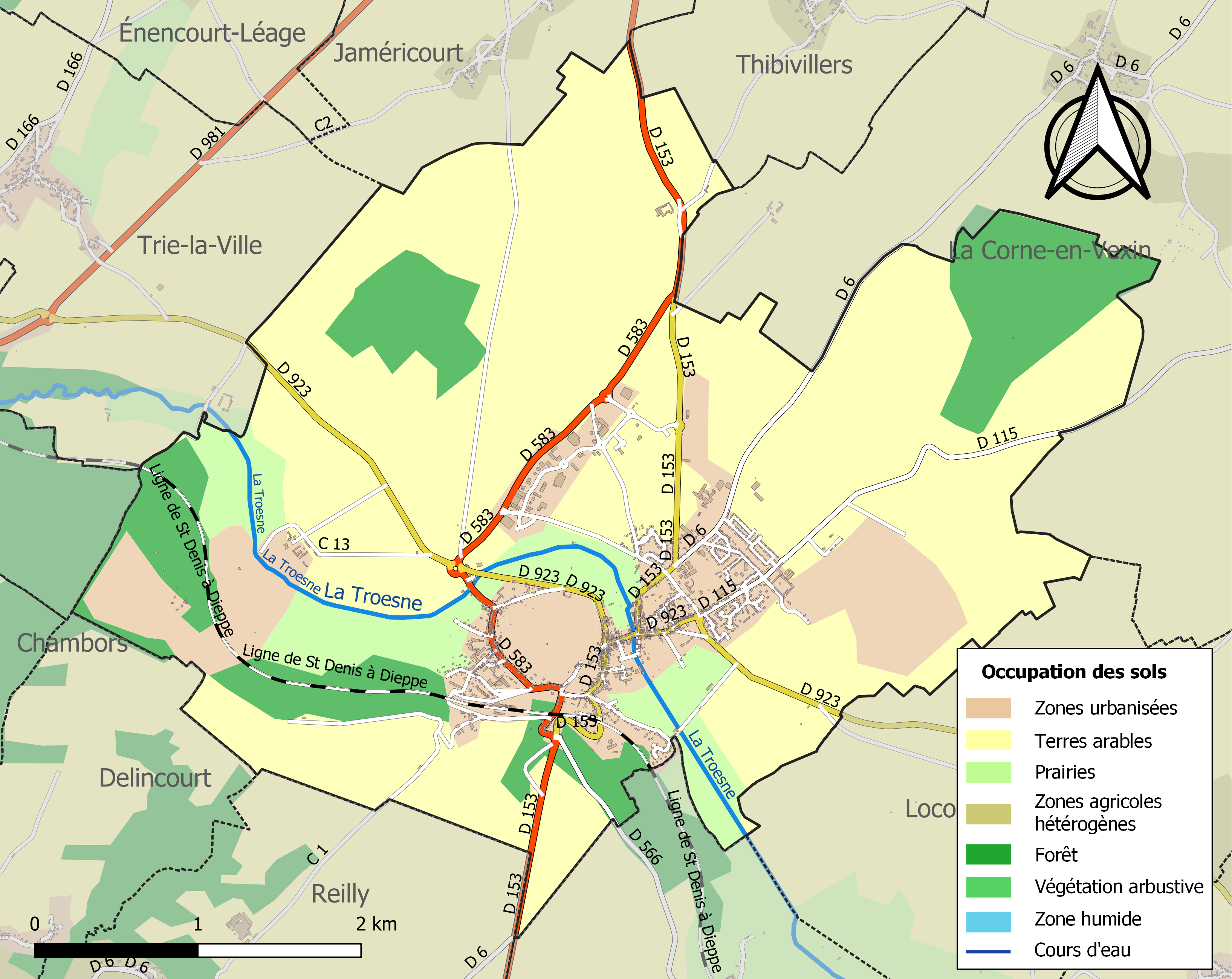
Kaart van de gemeente met belangrijkste infrastructuur, bodemgebruik en omliggende gemeenten

Er is een station op de lijn Paris Saint-Lazare - Gisors-Embranchement.

## Demografie
Onderstaande figuur toont het verloop van het inwonertal (bron: INSEE-tellingen).